# Porolissum
Porolissum fu un importante centro militare della Dacia romana, al centro del cosiddetto limes Porolissensis. Creato inizialmente come un accampamento militare nel 106 al termine della conquista della Dacia, operata da Traiano negli anni 101-106. La successiva città, cresciuta rapidamente attorno al castrum ed alle canabae, fu al centro del commercio con le native e ancora libere popolazioni dei Daci, a nord-ovest della provincia romana. Divenne capitale provinciale della Dacia Porolissensis attorno al 124 sotto l'imperatore Adriano. In seguito fu fatta municipio sotto Settimio Severo. Fu probabilmente abbandonata sotto il principato di Gallieno dopo il 256.
Il sito archeologico è attualmente uno dei più importanti e meglio conservati in Romania, e si trova presso il villaggio di Moigrad, frazione di Mirșid nel distretto di Sălaj.

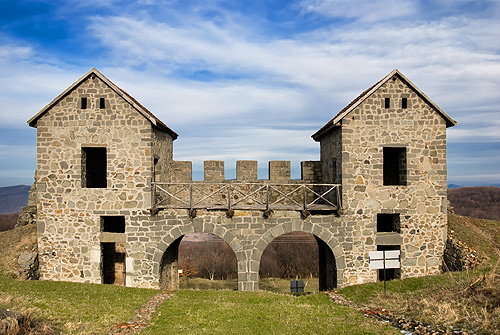
Porta Praetoria vista dall'interno dell'accampamento romano
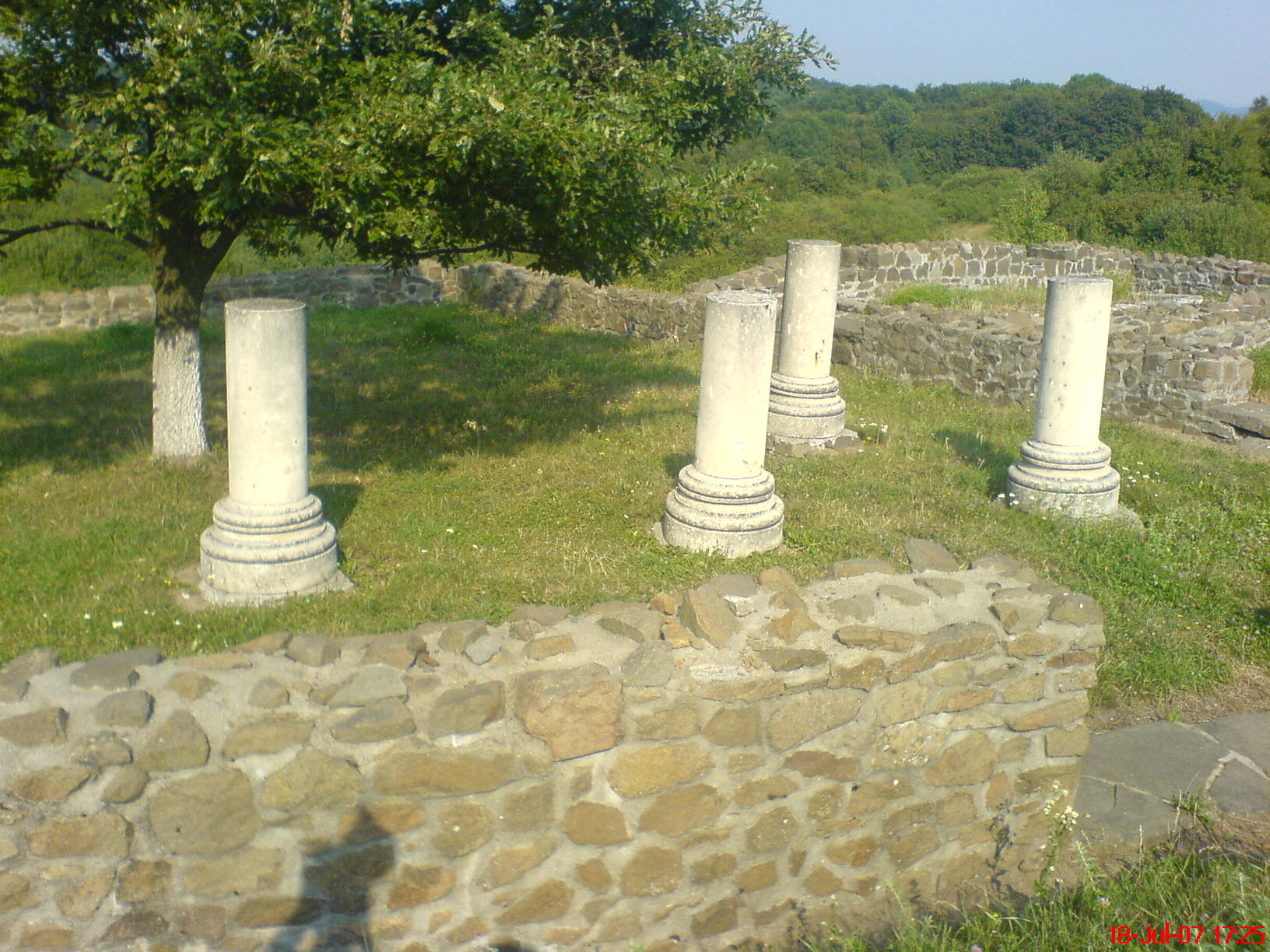
Il tempio di Giove Ottimo Massimo Dolicheno

## Nella cultura di massa
Il romanzo ucronico-fantascientifico Guerre imperiali, dello scrittore americano Harry Turtledove, è ambientato per la maggior parte nella città di Polisso, il nome neolatino attribuito all'antica città di Porolissum. Non è specificato se il cambiamento di nome derivante dalla soppressione di una sillaba sia un errore oppure una modifica voluta.